# Špulka (rozhledna)
Rozhledna Špulka o 150 točitých schodech a 38,5 (s anténou 48) metrech výšky stojí na kopci Březák, v nadmořské výšce 530 m n. m. nedaleko vsi Lbosín u Divišova. Výstavba započala 27. dubna 2013, rozhledna byla otevřena 26. dubna 2014. Vyhlídka je ve výšce 30 metrů, průměr základny 10,7 m, průměr střední části rozhledny 3,4 m a průměr horní vyhlídkové plošiny 5,8 m. Rozhledna je postavena ze dřeva (tlakově impregnovaný smrk a modřín) a oceli. Výška jednoho schodu je 20 cm. Z rozhledny je za pěkného počasí vidět jak na Šumavu, tak i na Sněžku. Celý areál okolo rozhledny je pak doplněn o stánek s občerstvením, kde je možno také získat turistickou známku a další suvenýry. Rozhledna Špulka získala prvenství v anketě vyhlášené Klubem přátel rozhleden „Rozhledna roku 2014″. Autorem návrhu je Ing. arch. Iveta Torkoniaková se společností 2T engineering.

## Přístup a parkování
Vstup k rozhledně je zajištěn třemi způsoby, přes NS Ptačí stezku na měkkém lesním podkladě z parkoviště ve Lbosíně (cca 1,2 km) anebo od roku 2015 po štěrkové cestě z polního parkoviště v těsné blízkosti silnice 111 z Benešova do Divišova (exit 41 dálnice D1), která se na NS Ptačí stezku napojí v horní části (cca 950m). Další parkovací plochu lze využít na komunikaci ve směru Teplýšovice – Humenec. Parkuje se kolmo, nebo šikmo k vozovce. Jde o plochu pro cca 30 automobilů ve vzdálenosti 2 km od rozhledny.

Pro pěší turisty je možné odbočit z trasy  Benešov-Chocerady u Teplýšovic nebo Kozmic anebo z trasy  Divišov-Ostředek u Křešic a dostat se k rozhledně.

## Naučná stezka Ptačí stezka
Něco přes jeden kilometr dlouhá naučná stezka se zmenšeným modelem kamenného Stonehenge, vhodná pro děti i kočárky, spojuje parkoviště ve Lbosíně a rozhlednu Špulka. Na jednotlivých zastaveních Ptačí stezky je možné si procvičit znalosti ptáků našich lesů. Dále je zde menší rybník s vodníkem, kde si děti mohou vyzkoušet chytání ryb na udici anebo stůl se zvětšenou hrou Člověče nezlob se a dále lanová prolézačka. Celou stezku lemují dřevěné postavičky, které zhotovila místní řezbářka Jitka Vondráková. 

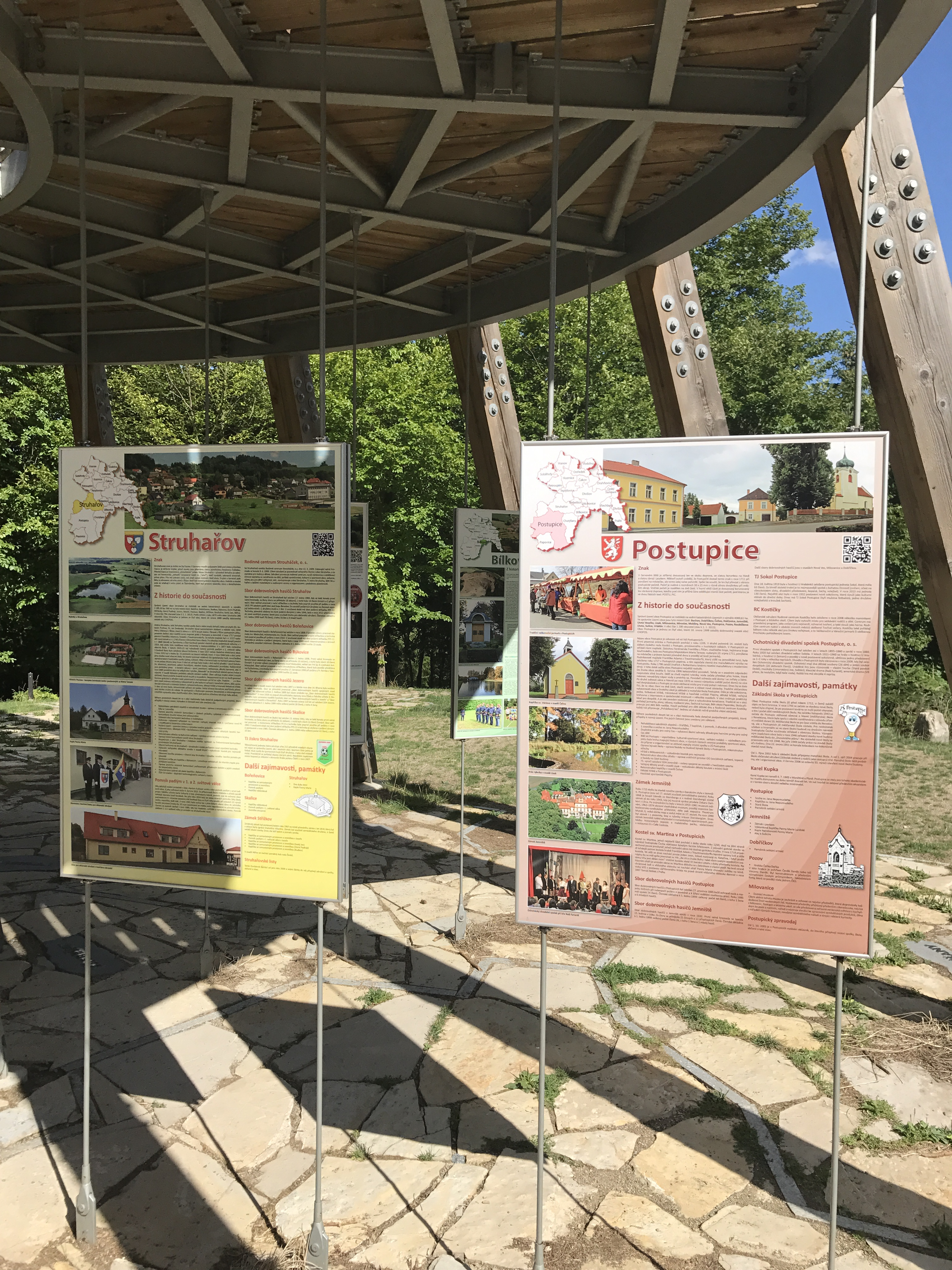
infotabule pod rozhlednou
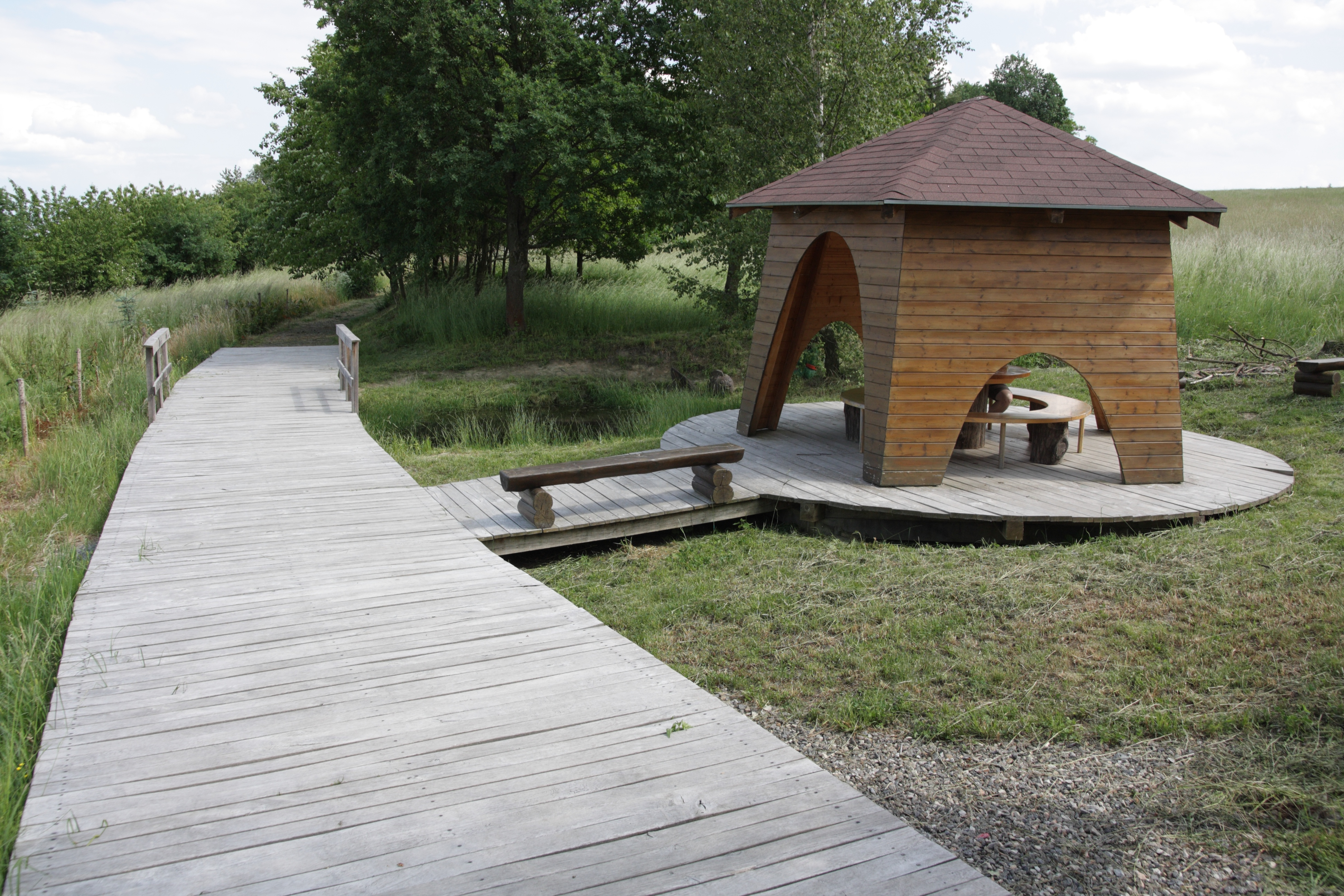
přístřešek na Ptačí stezce
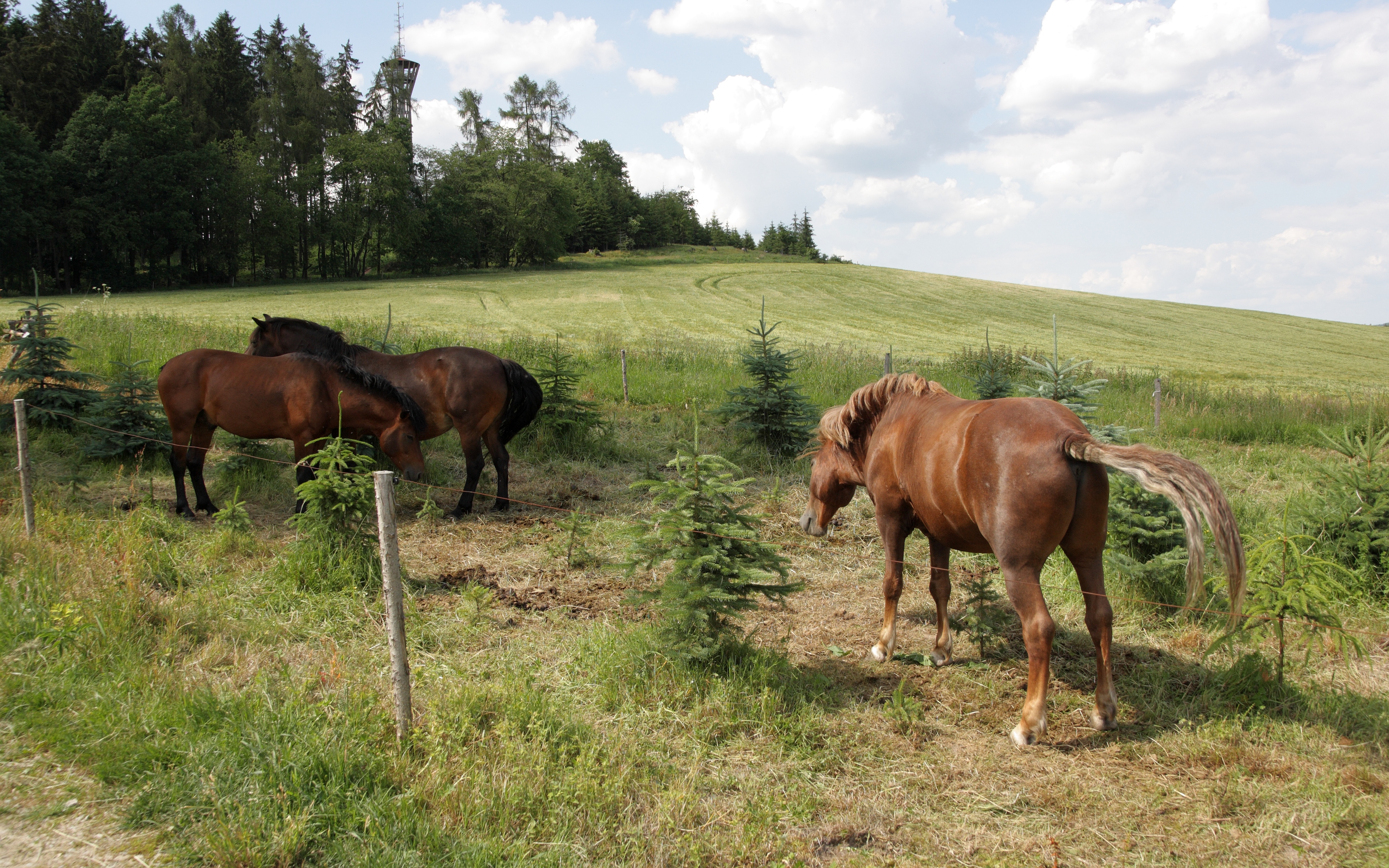
rozhledna od přístřešku